# 정한숙
정한숙(한국 한자: 鄭漢淑, 1922년 11월 3일 ~ 1997년 9월 17일)은 시인과 극작가 활동하였던 대한민국의 소설가, 교육가이다. 호(號)는 일오(一悟)이다. 평안북도 영변군(寧邊郡) 출생이다.

## 생애
그는 고려대학교 국어국문학과 2학년 때였던 1947년 당시 각각 재경 문우 전광용(당시 아동문학가 겸 소설가), 정한모(당시 문학평론가 겸 시인) 등과 〈주막〉의 동인을 조직하였고 그 해에 시인 첫 등단을 하였으며 이듬해 1948년 단편 〈흉가〉가 〈예술조선〉에 당선이 되면서 소설가로 문단에 본격 등장하였다. 1950년 고려대학교 국문학과를 졸업하였다. 1953년 중편 〈배신〉이 조선일보 현상 문예에 당선되어 소설가 정식 등단을 하였으며, 이 때 시인에서 소설가로 본격 전향하였다. 이후 1955년 단편 〈전황당 인보기〉, 희곡 〈혼항〉이 한국일보 신춘 문예에 당선되면서부터 소설가 겸 극작가 활동하는 등 본격적인 문학 활동을 하였다. 1957년부터 고려대학교 국문과 교수로 부임하여 1988년까지 30여년 동안 교단에 있었으며 1975년 전국소설가협회 부회장, 1979년 국제펜클럽 한국본부 이사 등을 역임, 은퇴후 1991년 문예진흥원장을 지냈다. 고려대학교 교수로 있으면서 후진을 양성하는 데 힘썼다. 1958년 내성문학상을 받았으며, 그 밖에도 흙의 문학상, 문화예술상, 예술원상, 3·1 문화상 등을 수상하였다. 저서에 단편 〈시몬의 회상〉, 〈고추잠자리〉, 장편 〈암흑의 계절〉, 〈끊어진 다리〉 등이 있다.

## 작품
- 1957년 애정지대
- 1958년 묘안묘심(描眼描心)
- 1958년 황진이(黃眞伊)
- 1959년 내 사랑의 편력(遍歷)
- 1959년 암흑의 계절
- 1959년 시몬의 회상
- 1963년 끊어진 다리
- 1966년 우린 서로 닮았다
- 1976년 조용한 아침
- 1983년 안개거리
- 1985년 말이 있는 팬터마임
- 1987년 대학로 축제
- 1973년 현대한국소설론
- 1975년 소설기술론
- 1976년 현대한국작가론
- 1980년 해방문단사
- 1982년 현대한국문학사

## 학력
- 고려대학교 국어국문학과 학사(1950년)

### 명예 박사 학위
- 고려대학교 명예 문학박사(1982년)

## 주요 경력
- 前 고려대학교 명예교수

## 이외 경력
- 前 통일민주당 당무위원(1989년 1월 ~ 1989년 3월)

## 상훈
- 1955년 한국일보 신춘문예
- 1958년 제 1회 김내성문학상
- 1977년 제 1회 흙의 문학상
- 1986년 대한민국예술원상
- 1983년 제 15회 대한민국문화예술상
- 1988년 3.1문화상
- 1988년 국민훈장모란장

## 참고 자료
- 두산대백과사전
- 한국역대인물 종합정보시스템